# Asha Haji Elmi
Asha Haji Elmi, en somalí: Caasha Xaaji Cilmi, en árabe: عائشة حاجي علمي‎, (Región de Galguduud, 1 de enero de 1962) es una política y activista por la paz somalí, que fue reconocida con el Premio Right Livelihood, considerado el Premio Nobel alternativo.

## Trayectoria
Elmi nació en 1962 en Somalia. Proviene del subclan Saleebaan de Habar Gidir. Se licenció en economía en la Universidad Nacional Somalí. También obtuvo una Maestría en Administración de Empresas por la Universidad Internacional de los Estados Unidos en África. Se casó con Abdi Farah Shirdon Saaid, empresario y ex Primer Ministro de Somalia.
En 1992, fundó Save Somali Women and Children (SSWC), durante la Guerra civil somalí y se convirtió en su presidenta.
Durante las conversaciones de paz de Arta en 2000, Elmi fundó, junto con otras mujeres, el Sexto Clan, para promover la participación femenina en la política somalí, un clan de mujeres, como respuesta a los cinco clanes tradicionales somalíes, todos ellos dominados por hombres. Esa fue la primera vez que las mujeres estuvieron representadas en un proceso de paz en Somalia. Desempeñó un papel similar en la Conferencia de Mbagathi en Nairobi (2002-2004), que dio origen al Gobierno Federal de Transición y al Parlamento Federal de Transición, del que pasó a formar parte.
Entre el 29 de agosto de 2004 y 2009, fue miembro del Parlamento Federal de Transición de la República de Somalia. En agosto de 2012, fue elegida diputada del Parlamento Federal de Somalia.
Además, Elmi fue reconocida internacionalmente por su activismo contra la mutilación genital femenina en Somalia y en otras áreas. Con frecuencia visita campus universitarios y universidades de todo el mundo dando conferencias sobre las condiciones políticas locales y los efectos de la mutilación genital femenina.
Elmi se convirtió en miembro del grupo central del Proyecto Líderes, creado en 2002, que ha reunido a más de 300 mujeres líderes de todo el mundo. Además, también es miembro de otros organismos como el Parlamento Panafricano de Johannesburgo, los 21 Comisionados de Paz de África de la Acción Interreligiosa por la Paz en África (IFAPA), de la Junta del Foro de Paz de África (APF) y del Grupo Internacional de Recursos sobre Seguridad y Armas Pequeñas en la región del Cuerno de África.

## Reconocimientos
Elmi ha recibido numerosos premios por su labor en pro de los derechos humanos y la lucha de la paz. En 2001 fue nombrada "Embajadora para la Paz" por la Federación Interreligiosa e Internacional para la Paz Mundial. En 2005, recibió el premio Blue Ribbon Peace de la Junta de Liderazgo Femenino de la Escuela de Gobierno John F. Kennedy de la Universidad de Harvard, y el primer premio "Women of Substance" del African Women Development Fund. En 2006, recibió el "Tombouctou / Women Peacemaking Award" de Femmes Africa Solidarité.
En 2008, recibió el Premio Right Livelihood "por continuar liderando con gran riesgo personal la participación femenina en el proceso de paz y reconciliación en su país devastado por la guerra". En septiembre del año siguiente, fue una de las cinco ganadoras del premio Clinton Global Citizen y en 2010 el Premio Lifetime Africa Achievment for African Peace.